# Apollinaire de Kontski
Apollinaire de Kontski, né le 23 octobre 1825 à Varsovie où il est mort le 29 juin 1879, est un violoniste et compositeur polonais.

## Biographie
Apollinary Kątski est le fils de Gregory Kątski (1776-1844) et de sa seconde épouse, Anna Rożycka. Il a pour frères les artistes Stanislas, Charles, et Antoine.